# Aeroportul Vallenar
Aeroportul Vallenar (IATA: VLR, ICAO: SCLL) este un aeroport din Provincia Huasco, Regiunea Atacama, Chile ce deservește zona Vallenar. A fost numit după zona deservită.
Situat la o altitudine de 525 m, aeroportul dispune de o singură pistă.